# Packwaukee (Wisconsin)
Packwaukee – jednostka osadnicza w Stanach Zjednoczonych, w stanie Wisconsin, w hrabstwie Marquette.